# Томмі Берлсон
Томмі Берлсон (англ. Tommy Burleson, 24 лютого 1952) — американський баскетболіст.
Срібний призер Олімпійських Ігор 1972 року.